# Batalha de Ctesifonte (363)
A Batalha de Ctesifonte ocorreu em 29 de maio de 363 entre os exércitos do imperador Juliano (r. 361–363) e um exército do Império Sassânida fora das muralhas da capital persa de Ctesifonte. A batalha foi uma vitória romana.